# Індрататака
Індрататака (кхмер. បារាយណ៍) — колишній барай у Камбоджі, в провінції Сіємреап.

## Опис
Довжина водосховища становила 3800 метрів, ширина — 800 метрів. Індрататака стала одним з перших зразків гідротехнічних споруд кхмерів.
Барай був збудований Індраварманом I навколо острівного храму Лолей. Наповнювався річкою Ролуох.
Нині цілком висушений, земля зайнята городами.